# جودی ریس

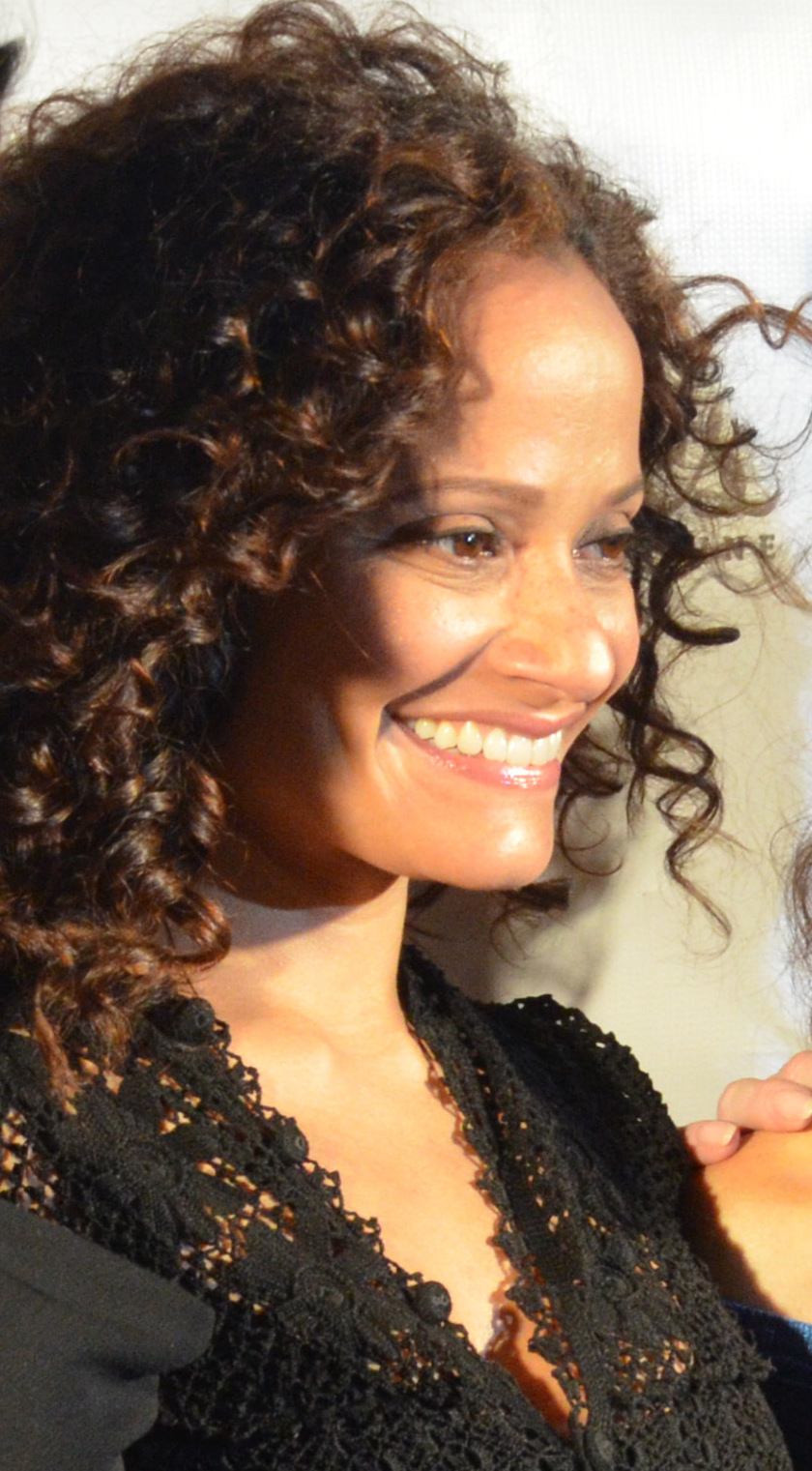

جودی ریس (انگلیسی: Judy Reyes؛ زادهٔ ۵ نوامبر ۱۹۶۷) یک هنرپیشه، و تهیه‌کننده اهل ایالات متحده آمریکا است. وی از سال ۱۹۹۲ میلادی تاکنون مشغول فعالیت بوده‌است.

## بخشی از فیلمشناسی
از فیلم‌ها یا برنامه‌های تلویزیونی که وی در آن نقش داشته‌است می‌توان به آثار زیر اشاره کرد.
- مارلین فورته (۱۹۹۷)
- احیای مردگان (۱۹۹۹)
- پادشاه جنگل (۲۰۰۰)
- سوپرانوز (۲۰۰۰)
- دیدبان سوم (۲۰۰۱)
- ردپای آبی (۲۰۰۳)
- کسل (مجموعه تلویزیونی) (۲۰۰۹)
- خدمتکاران حیله‌گر (۲۰۱۳–۲۰۱۶)
- جین باکره (۲۰۱۵–۲۰۱۷)
- آی‌زامبی (مجموعه تلویزیونی) (۲۰۱۵)
- دایره (فیلم ۲۰۱۷) (۲۰۱۷)
- راز کوچک ما (۲۰۲۴)